# Juan Manuel Rodríguez Ojeda

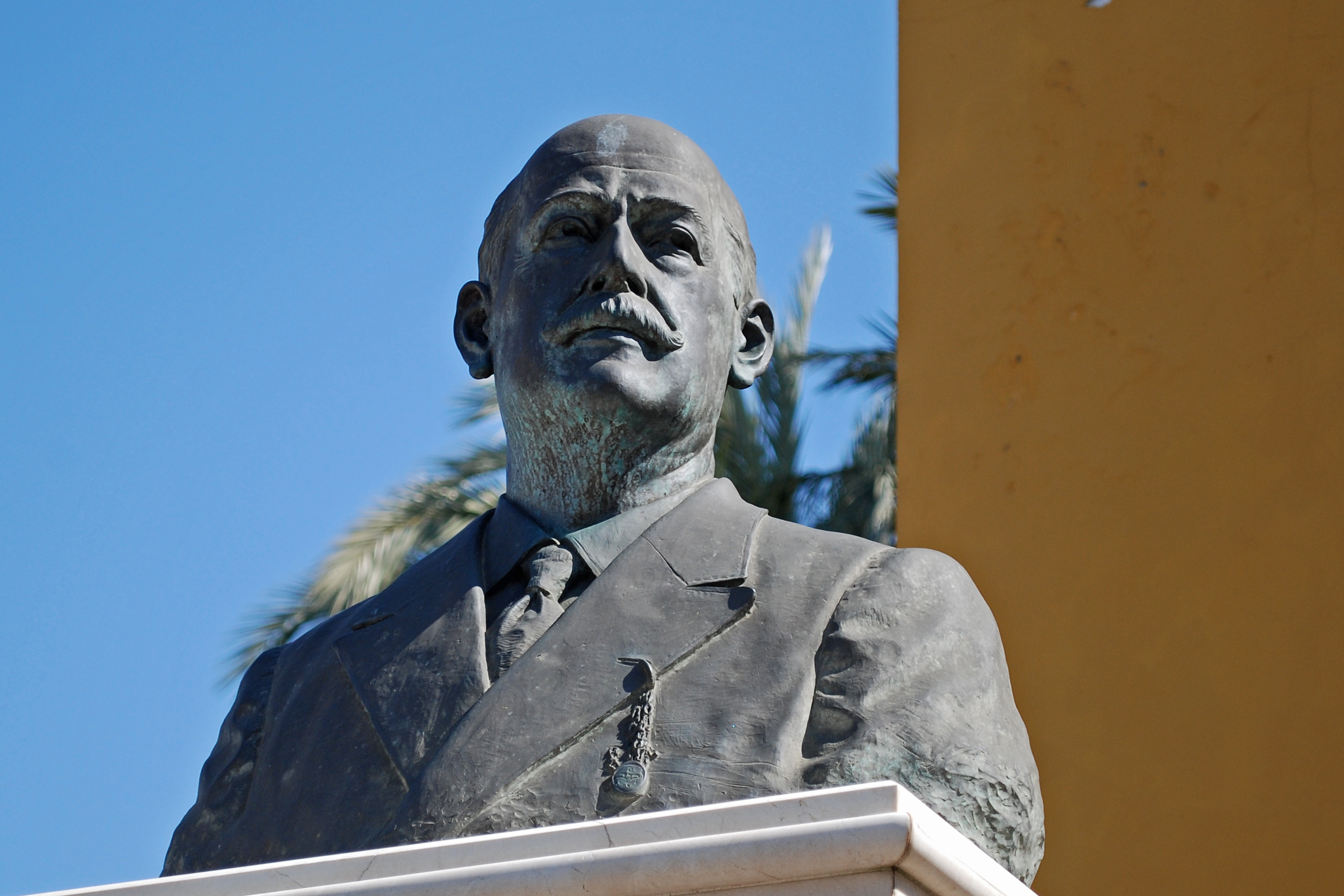
Busto de Juan Manuel Rodríguez Ojeda, obra del escultor Luis Álvarez Duarte.

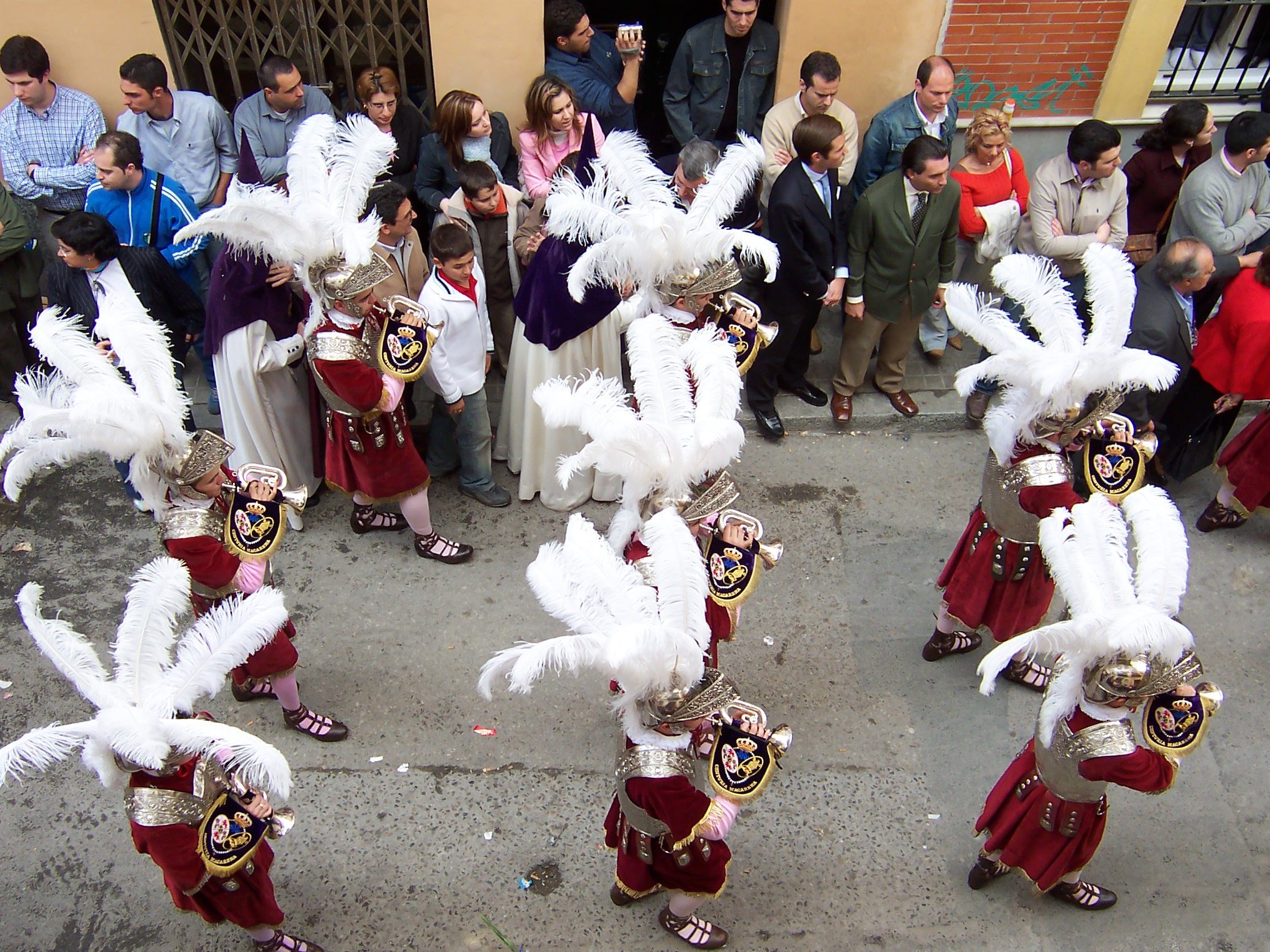
Banda de música de la Centuria Romana de la Macarena que acompaña a Hermandad de la Macarena en la procesión del Viernes Santo. La vestimenta de la misma fue diseñada por Juan Manuel Rodríguez Ojeda.

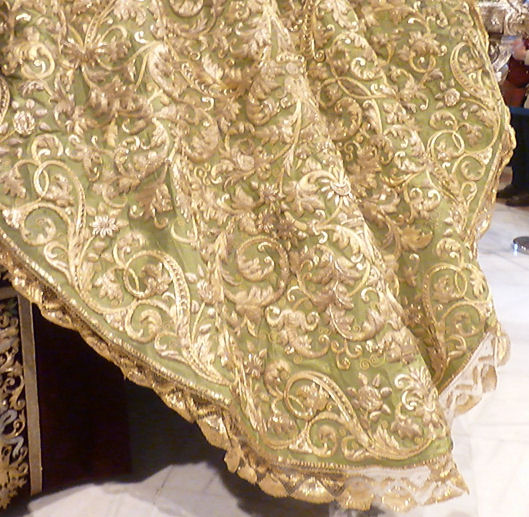
Manto de la macarena

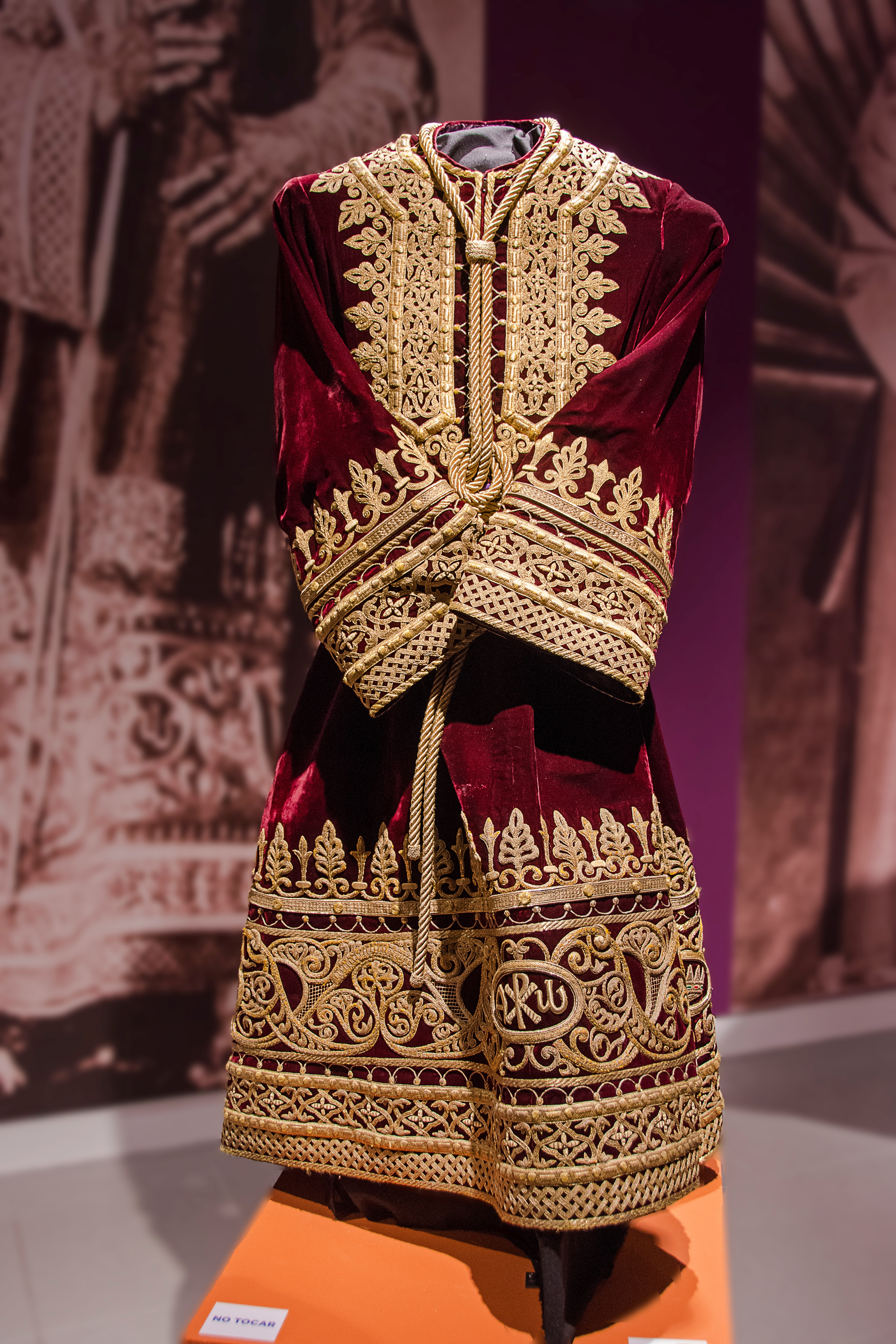
Túnica del Gran Poder, conocida con "túnica persa", diseñada por Rodríguez Ojeda en 1908.

Juan Manuel Rodríguez Ojeda (1853-1930) fue un bordador y diseñador español que contribuyó con sus obras e innovaciones al cambio estético que se produjo en las hermandades de la Semana Santa de Sevilla en los primeros años del siglo XX.

## Biografía
Se inició en el arte del bordado en el célebre taller de las hermanas Antúnez. Su obra puede dividirse en dos etapas, la primera de corte tradicional que abarca desde 1879 a 1900 y la segunda, a partir de 1900, más innovadora, ligada al regionalismo y el costumbrismo.

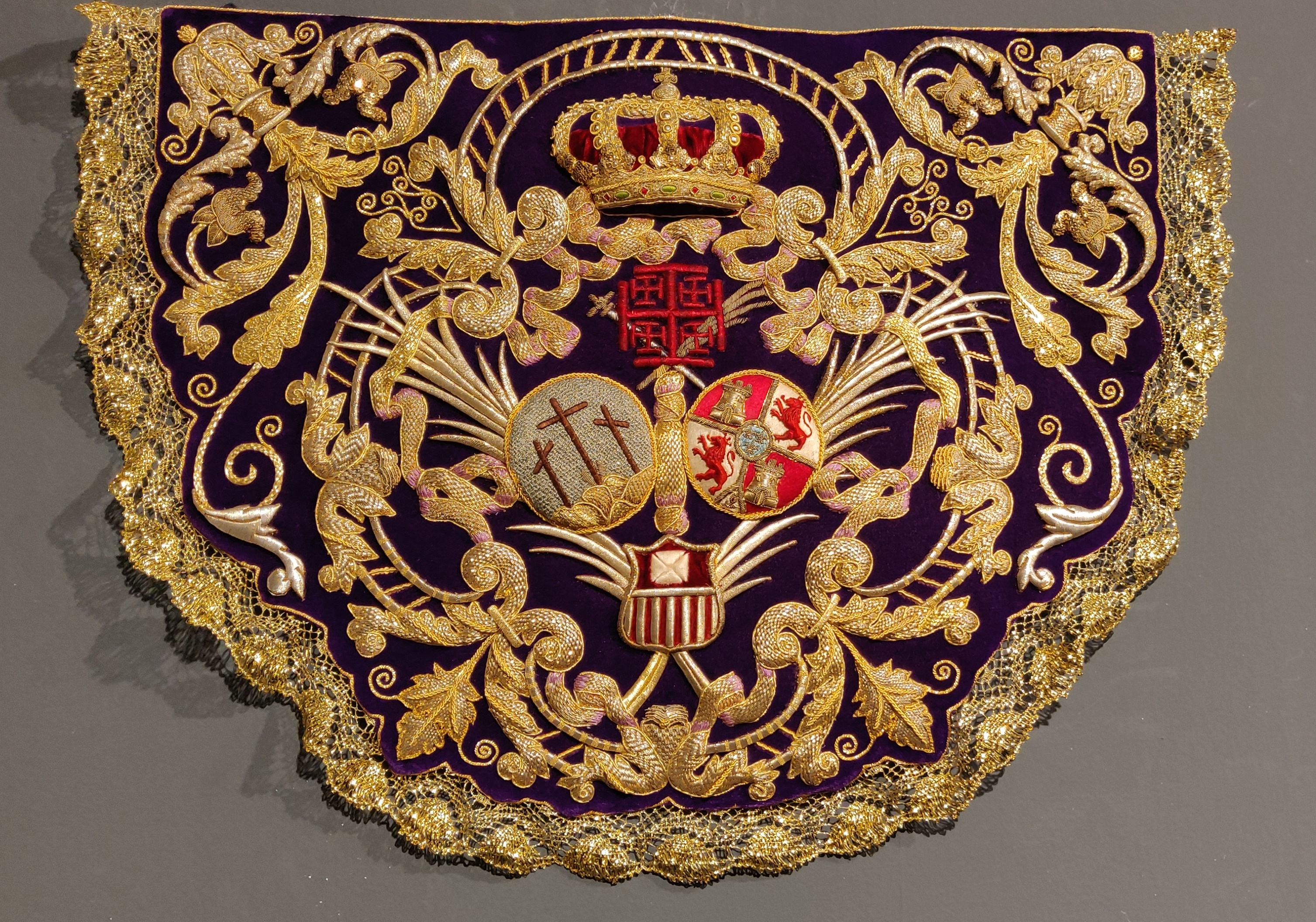
Paño de bocina de la Hermandad del Museo realizado por Rodríguez Ojeda en 1928.

En 1901 diseñó un palio para el paso de la Virgen de la Amargura de Sevilla que supuso un cambio importante sobre el estilo hasta entonces imperante. Fue bordado en hilo de oro sobre terciopelo de color azul, en lugar del negro tradicional que se utilizaba en los palios como señal de luto. Las novedosas formas del conjunto añadían también una serie de líneas curvas en las caídas de los faldones que provocaban una sensación visual nueva y rompían con el predominio de líneas rectas hasta entonces imperante. Este palio fue vendido en 1926 a la Hermandad del Desconsuelo de Jerez de la Frontera, donde continua en la actualidad.
Muchas de sus obras tuvieron por destino la Hermandad de La Esperanza Macarena (Sevilla) de la que fue hermano, además de ocupar varios cargos internos, como un manto de malla que se estrenó en 1900 y es conocido popularmente como «El Camaronero», o el palio que se estrenó en la Semana Santa de 1908, bordado sobre terciopelo rojo y malla, el cual contribuyó con sus novedosas formas y bordados a la popularización de la nueva estética, creando un nuevo estilo de vestir a las dolorosas que fue muy imitado posteriormente.
Además de su faceta de bordador, fue también diseñador de obras de orfebrería, así como de la ropa de la Centuria Romana de la Macarena que acompaña a la imagen de la Nuestro Padre Jesús de la Sentencia en su procesión anual en la madrugada del Viernes Santo.
En 1915, en pleno periodo de madurez, realizó una de sus obras más logradas, formada por el conjunto del palio y el manto de la Virgen de la Presentación de la Hermandad de El Calvario (Sevilla), este trabajo se enmarca en la corriente historicista, como puede comprobarse observando entre otros detalles, la forma del palio que pertenece a los llamados de cajón.
En el año 2000, coincidiendo con el 70 aniversario de su fallecimiento, se inauguró en Sevilla un monumento en su honor realizado por el escultor Luis Álvarez Duarte.